# Münster (Tyrol)
Pour les articles homonymes, voir Münster.
Münster est une commune autrichienne du district de Kufstein dans le Tyrol.